# آلبا ریکو
آلبا ریکو (اسپانیایی: Alba Rico‎؛ زادهٔ ۲۶ فوریهٔ ۱۹۸۹) بازیگر، موسیقی‌دان و خواننده سبک پاپ، تین پاپ و پاپ راک اهل اسپانیا است.
از فیلم‌ها یا مجموعه‌های تلویزیونی که وی در آن‌ها نقش داشته‌است، می‌توان به ویولتا اشاره نمود.